# Apeadero Kilómetro 38
Kilómetro 38 fue una estación ferroviaria ubicada en las áreas suburbanas de la ciudad de Mariano Acosta, partido de Merlo, provincia de Buenos Aires, Argentina.[cita requerida]

## Historia
Prácticamente nada se sabe sobre este apeadero, aunque se lo puede relacionar con el embarcadero de ganado que el estanciero Roberto Cano tenía en los fondos de sus propiedades, una estancia que se extendía por todo lo que hoy es la ciudad de Parque San Martín. Desde este embarcadero, Cano enviaba el ganado criado en su estancia para ser vendido en Buenos Aires.
En 1977, con la desactivación de la línea Puente Alsina-Carhué, la línea culminaba en la parada anterior, estación Libertad, y el apeadero quedó abandonado; con el transcurso del tiempo, los vecinos comenzaron a saquear el lugar, levantar las vías de hierro y los durmientes de quebracho.].[cita requerida]
En 1983, con el aumento de la población en el partido de Merlo, las autoridades del Ferrocarril Belgrano decidieron extender la línea e inauguraron la estación Marinos del Crucero General Belgrano a 4 km del antiguo apeadero.].[cita requerida]
A fines de 2007 se presentó un proyecto ante el Concejo Deliberante de Merlo de constitución de una comisión para el estudio de factibilidad de la extensión del ramal desde la estación Marinos del Crucero General Belgrano hasta las vías del Ferrocarril Domingo Faustino Sarmiento (ramal Merlo-Lobos) y la ruta provincial 40, en el que además se propuso la creación de una estación de enlace con el mencionado ferrocarril en el barrio Santa Isabel de Mariano Acosta, pero el proyecto no prosperó.].[cita requerida]
En el Plan Operativo Quinquenal 2016-2020 presentado por el Ministerio del Interior y Transporte en 2015, se previó la extensión de la Línea Belgrano Sur hasta la ciudad de Mariano Acosta, creando una estación de enlace para combinar con su homónima de la Línea Sarmiento, contemplando la recuperación de las vías que pasaban por el apeadero.

## Infraestructura
En la actualidad, en el sitio en donde estuvo emplazado el apeadero, solo quedan algunos escombros de lo que fueron sus cimientos.].[cita requerida]

## Ubicación
Existen discrepancias con su ubicación.
Cerca de la estación Marinos del Crucero Belgrano  existen ruinas de un viejo apeadero. El mismo esta a la altura de la Plaza Martin Fierro, calle Pedernera, El lugar está rodeado de viveros, en las cercanías se encuentran los barrios Martín Fierro y La Teja y a 700 m la avenida Almirante Brown.].[cita requerida]
Por mucho tiempo se creyó que correspondía al Apeadero km 38. Sin embargo cuando se fue al lugar "in situ" se comprobó que estaba a sólo 1200 m de la estación Marinos (que es km 34) por lo cual daría km 35,2...].[cita requerida]
También  se cotejaron las ubicaciones con guías viejas de calles y se llegó a la conclusión  que esas ruinas NO PERTENECIAN a ninguna "parada oficial"... tal vez correspondía a algún intento de nueva estación o tal vez un apeadero "privado" construido por algún particular para  sus empleados y que el tren paraba ahí "de favor"].[cita requerida]
En conclusión la ubicación real del apeadero km 38, cotejando los km indicados por GPS , más guías viejas y otras pruebas lo ubican entre las calles Colpayo y Las Dalias. Justo donde ahora pasa la autopista  Peron/ Buen Aires.].[cita requerida]

## Servicios
Formaba parte del Ferrocarril Midland de Buenos Aires que unía la estación Puente Alsina con la ciudad de Carhué. A partir de la nacionalización de 1948, pasó a formar parte del Ferrocarril General Belgrano.].[cita requerida]

## Galería

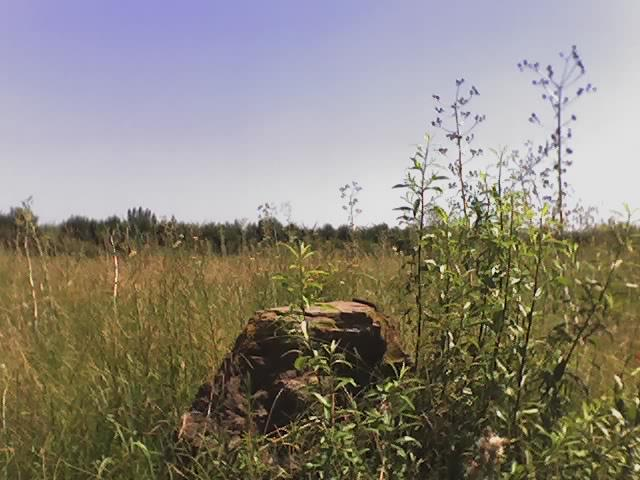
Ruinas del apeadero
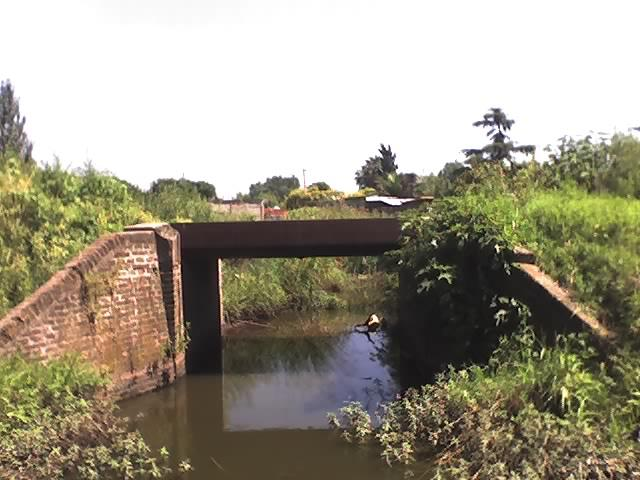
Alcantarilla, a 200 m del antiguo apeadero.